# Stadio municipale 25 aprile
Lo stadio municipale 25 aprile (pt. Estádio Municipal 25 de Abril) è uno stadio di calcio situato a Penafiel, in Portogallo.
I lavori di costruzione dello stadio iniziarono nel 1930 e l'inaugurazione avvenne il 21 gennaio del 1934. Inaugurato col nome di Campo das Leiras, fu rinominato con l'attuale denominazione nel 1974 in seguito alla Rivoluzione dei garofani. Ha una capienza di 5 230 posti. Ospita le partite interne del Penafiel.